# Caudium
Caudium (grec antic: Καύδιον) va ser una ciutat del Samni en la via que anava de Benevent a Càpua. Segurament era una ciutat important i la capital de la tribu dels caudins.
Titus Livi la menciona per primera vegada a la Segona Guerra Samnita, quan un exèrcit samnita dirigit per Gai Ponci, va acampar a la rodalia i va participar en la gran derrota dels romans a la batalla de les Forques Caudines (Furculae Caudinae). Uns anys després era el lloc des d'on els samnites controlaven els moviments romans a la Campània.
Durant la Segona Guerra Púnica no es parla de la ciutat, tot i que els caudins van participar en algunes batalles. En un període posterior torna a aparèixer com una petita ciutat poc important, a la vora de la Via Àpia, coneguda pel trànsit de viatgers, segons Estrabó, i va subsistir fins al final de l'Imperi Romà.
Als inicis de l'Imperi va rebre una colònia de veterans de les legions, i segons Plini el Vell era un municipi romà, rang que va conservar durant l'imperi però va perdre part del seu territori en favor de Benevent. Encara s'anomena al segle ix i després va desaparèixer.